# Luca Bati
Luca Bati (Firenze, 1546 – Firenze, 17 ottobre 1608) è stato un compositore italiano.

## Biografia
Luca Bati, canonico di San Lorenzo e allievo di Francesco Corteccia, nel 1595 succedette a Cristofano Malvezzi nel ruolo di maestro di cappella granducale alla corte dei Medici e alla 
cattedrale di Firenze. Fu anche maestro di cappella alla cattedrale di Pisa.
Le sue partiture per i matrimoni dei Medici e i carnevali fiorentini sono andate perse, ma sono sopravvissuti i suoi madrigali (1594, 1598) e le opere di carattere sacro, entrambe di alta qualità.
Uno dei suoi allievi fu Marco da Gagliano.